# Дорнод
Дорнод (монг. Дорнод аймаг) је једна од 21 провинције у Монголији. Налази се на у крајњем источном делу земље на планинској висоравни.

## Географија
Површина провинције је 123.597 km², на којој живи 73.900 становника. Главни град је Чојбалсан. Дорнод је претежно планински предео који је постепено прелази у степски и пустињски (Гоби) рељеф на југу и југоистоку. Кроз регију протиче река Керулен, док се на истоку налази и веће језеро Бјур Нар. Клима је оштра континентална, степска, зими су температуре у распону од —30°C до —35°C, а лети до +35°C. Провинција Дорнод је основана 1941. године и састоји се од 4 округа.